# Kajiwara Kagetoki

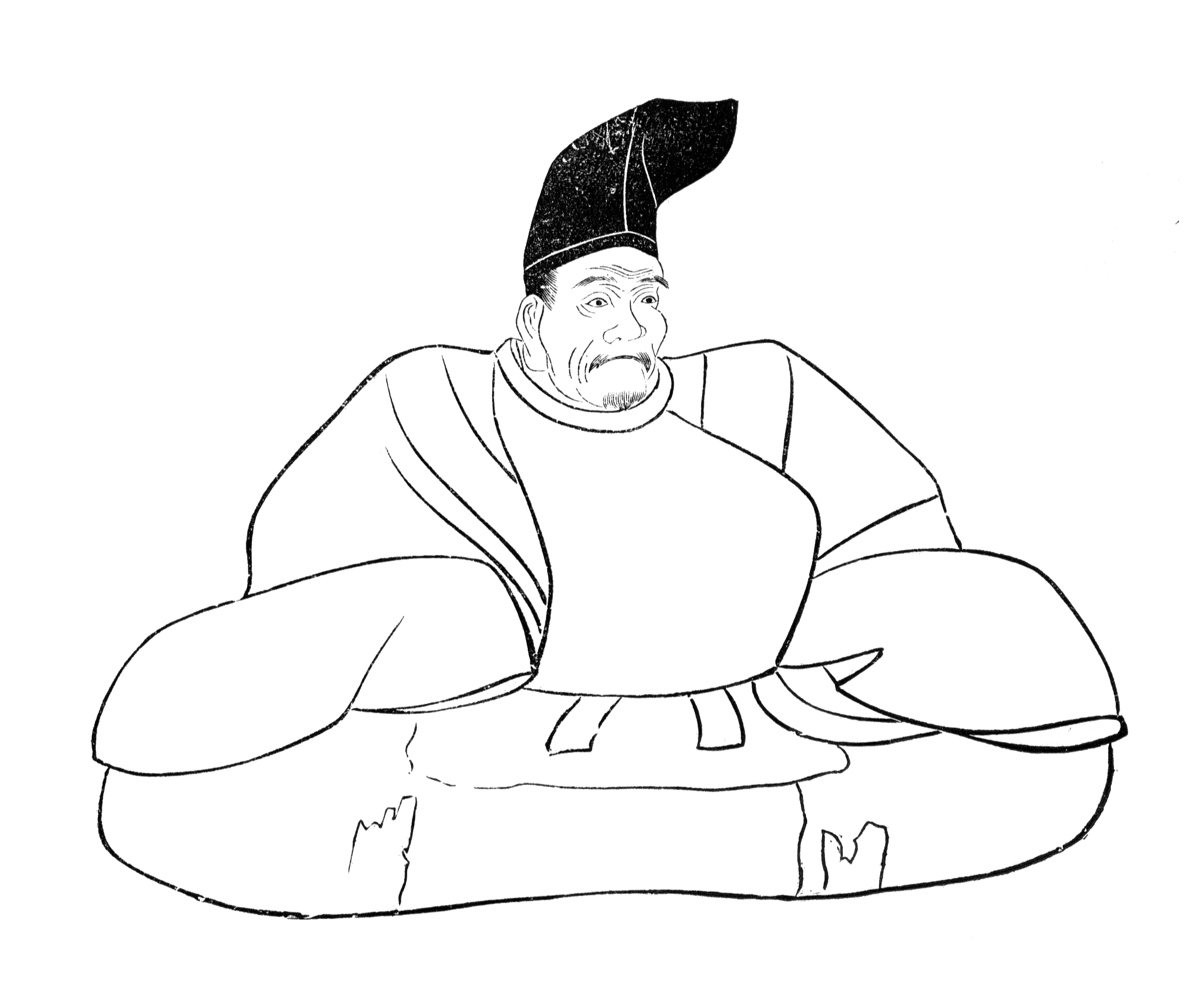
Kajiwara Kagetoki

Kajiwara Kagetoki (japanisch 梶原景時; ?–6. Februar 1200) war ein japanischer Feldherr in der späten Heian-Zeit.

## Leben und Wirken
Kajiwara stammte aus der Provinz Sagami. Er focht zunächst unter Ōba Kagechika (大庭 景親; † 1182) auf der Seite des Taira-Klans. Als aber Minamoto no Yoritomo 1181 in der Schlacht von Ishibashiyama von den Taira geschlagen wurde und zusammen mit Doi Sanehira (土肥 実平; ?–1191?) in die Berge fliehen musste, ließ der verfolgende Kajiwara ihn jedoch entkommen. Er wechselte die Seite und nahm 1184 am Feldzug von Yoshitsune, Yoritomos Bruder, gegen Minamoto no Yoshinaka und die Taira teil, stellte sich aber später gegen ihn und verstärkte so den Zwist der beiden Brüder.
Nach Yoritomos Tod 1199 wirkte Kajiwara kurz als Berater für den 2. Shogun, Minamoto no Yoriie. Als er Yūki Tomomitsu, einen prominenten Vasallen, verleumdete, bekam er den Zorn der führenden Persönlichkeiten des Kamakura-Shogunats zu spüren und musste Kamakura verlassen. Er plante daraufhin, nach Kyōto zu gehen und Takeda Ariyoshi (武田 有義; † 1200) als Shogun zu unterstützen. Dieser Plan wurde jedoch entdeckt, und Kajiwara und sein Sohn Kagesue verloren in der Schlacht von Suruga ihr Leben.